# Mehran Karimi Nasseri

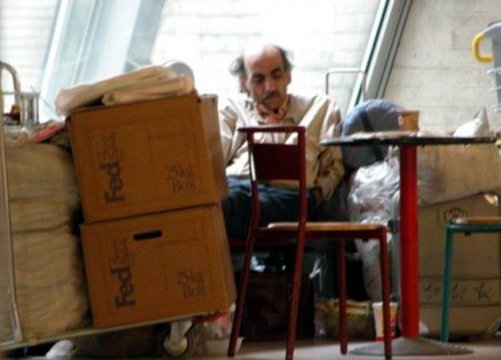
Mehran Karimi Nasseri (2005)

Mehran Karimi Nasseri [meɦˈrɔːn kʲæriːˈmiː nɔːseˈriː]  (persisch مهران کریمی ناصری; * 1945 in Masdsched Soleyman, Iran; † 12. November 2022 in Paris) war ein iranischer Flüchtling, der achtzehn Jahre lang im Flughafen Paris-Charles-de-Gaulle lebte und dort auch starb.

## Werdegang
Der exakte Lebensweg Nasseris lässt sich nicht vollständig nachzeichnen. Er machte in Interviews immer wieder unterschiedliche Angaben zu Herkunft und Werdegang; auch in seiner Autobiografie finden sich widersprüchliche Aussagen. Nicht bezweifelt wird, dass er der Sohn eines iranischen Arztes war, der für die Anglo-Persian Oil Company arbeitete, und dass er in einer Werkssiedlung in Masdsched Soleyman geboren wurde. Er selbst gab später jedoch auch ohne Belege an, das uneheliche Kind einer schottischen Krankenschwester zu sein, die in der Werkssiedlung gearbeitet habe, oder in Schweden geboren worden zu sein.
Die älteste belegbare Angabe über Nasseri ist, dass er im September 1973 in England eintraf und ein dreijähriges Studium zur Geschichte Jugoslawiens an der Universität Bradford antrat.
Zurück im Iran soll er 1977 wegen Protesten gegen Mohammad Reza Pahlavi verhaftet und später aus seinem Heimatland ausgewiesen worden sein. Nach einer Irrfahrt durch mehrere europäische Staaten wurde ihm durch das UNHCR in Belgien der Flüchtlingsstatus zuerkannt. Dies erlaubte ihm grundsätzlich, sich überall in der damaligen Europäischen Gemeinschaft niederzulassen. Dokumentiert ist jedoch in der Folge nur ein erneuter Aufenthalt in England 1986.
Nasseri selbst erzählte später allen Reportern folgende Geschichte: 1988 sei er über Paris nach London geflogen. Während des Zwischenstopps in Paris seien seine Reisedokumente gestohlen worden. Dadurch habe er weder seinen Status als Flüchtling noch seine Identität nachweisen können. Nach der Landung in London sei seine Einreise daher abgelehnt und er zurück nach Paris geschickt worden. Hier sei ihm ebenfalls das Verlassen des Terminals untersagt worden.

### Leben im Terminal

Nasseris Aufenthalt im Terminal 1 vom Flughafen Paris-Charles-de-Gaulle.

Da Nasseri ohne seine Papiere kein Herkunftsland belegen konnte, war es für die französischen Behörden unmöglich, ihn auszuweisen. Er richtete sich in den folgenden Jahren im Terminal 1 des Flughafens Charles de Gaulle ein, wo er von August 1988 bis August 2006 lebte. In Interviews erklärte Nasseri später, dass er von den Mitarbeitern des örtlichen McDonald’s-Lokals mit Essen versorgt worden sei und aus anderen Shops Hygieneartikel geschenkt bekommen habe. Was ihm an Geld zugesteckt wurde, deponierte er auf einem Sparbuch, das er auf dem Postamt im Terminalbereich eröffnen konnte.
Der französische Anwalt Christian Bourguet übernahm Nasseris Fall 1989, als dieser das dritte Mal von den französischen Behörden verhaftet wurde. Neben Bourguet wurde der Arzt des Flughafens, Philippe Bargain, ein ständiger Bezugspunkt in seinem Leben. Über Bargain erhielt Nasseri auch Post von anderen Reisenden, die ihn in ihren Briefen „Sir Alfred“ nannten.
Seine Geschichte machte ihn in der französischen Presse zu einer kleinen Berühmtheit, was 1993 zur Produktion des französischen Films Tombés du ciel (dt.: Vom Himmel gefallen; später unter Lost in Transit veröffentlicht) führte. 1998 wurde die Oper The Flight veröffentlicht, die von seinem Leben am Flughafen inspiriert ist. 1998 wurde er für einen Dokumentarfilm interviewt, der 2000 unter dem Titel Sir Alfred of Charles de Gaulle Airport veröffentlicht wurde. Viele später verwendete Bilder von Nasseri stammen aus dieser Zeit. Man sieht hier auch, dass er sich – entgegen der medialen Legende – nicht in der Transitzone aufhielt.

### Aufenthaltsstatusproblematik
Durch Bemühungen seines Anwalts konnten Nasseris Dokumente 1995 wiedergefunden werden. Demnach muss er sie bei einer Bootsüberfahrt von Belgien nach England nach Brüssel zurückgeschickt haben. Vielleicht nahm er an, dass er die Papiere nicht mehr brauchte, was sich dann bei der Einreise als Fehler herausstellte. Als er aufgegriffen wurde, sagte er aus, dass ihm die Papiere gestohlen worden seien. Die Behörden Großbritanniens und Belgiens schickten ihn mehrmals hin und her. Letztendlich strandete er dann in Frankreich.
Im September 1999 wurden über den Anwalt Ersatzpapiere zugestellt, die Nasseri die Einreise nach Frankreich erlaubt hätten. Nasseri lehnte es jedoch ab, die Einreisedokumente zu unterzeichnen, da er sie für gefälscht hielt. Er bestritt, Nasseri zu sein und forderte Papiere auf den Namen Sir, Alfred Mehran, die ihn nicht als Iraner ausweisen sollten. Daraufhin setzte er sein Leben im Terminal fort. Die Dokumentarfilmer hatten ihm einen Ansporn gegeben, an seiner Autobiografie zu schreiben. Unterstützt wurde er dabei von Andrew Donkin, der das Buch schließlich 2004 unter dem Titel The Terminal Man herausbrachte.

### Berühmteste Verfilmung
2003 kaufte Dreamworks Pictures die Rechte an der Geschichte, für die Nasseri angeblich 275.000 US-Dollar erhalten haben soll. Im Jahr darauf erschien der Film Terminal unter der Regie von Steven Spielberg, der auf dem Schicksal Nasseris beruht. Tom Hanks spielt die Rolle des Heimatlosen, allerdings sind die dargestellte Person und ihr Heimatland fiktiv.
Der große Erfolg des Films machte Nasseri weltberühmt. Er lehnte jedoch weiter ab, das Terminal 1 zu verlassen. Nach Aussagen seines Anwalts stand ihm im Jahr 2005 dafür behördlich nichts mehr im Wege.

### Weiteres Leben und Tod
Umfangreiche Umbauarbeiten am Terminal 1 sollen Nasseri 2006 gezwungen haben, seinen angestammten Platz aufzugeben, auch wenn er in derselben Etage bleiben konnte. Ende Juli 2006 soll er das Terminal verlassen haben, um sich wegen einer schlimmen Entzündung in ein Krankenhaus zu begeben. Nach seiner Rückkehr im Januar 2007 verschaffte ihm das örtliche Rote Kreuz, das für den Flughafen verantwortlich ist, einen Platz in einem nahe gelegenen Hotel am Flughafen. Am 6. März 2007 zog Nasseri in ein Wohnheim der Obdachlosenfürsorge im 20. Arrondissement von Paris. Während eines erneuten Aufenthalts im Flughafen Charles de Gaulle, diesmal im Terminal 2, starb er am 12. November 2022 im Alter von 76 Jahren an einem Herzinfarkt. Sein Gesundheitszustand in den Wochen davor wurde von Augenzeugen als schlecht beschrieben.